# Ede, Strömsunds kommun
Ede är en by i Hammerdals distrikt (Hammerdals socken) i Strömsunds kommun, Jämtlands län (Jämtland). 
Byn ligger vid Länsväg 344 och Hammerdalssjön (Edessjön), cirka fyra kilometer söderut från Hammerdal. Den södra delen av byn var mellan 2015 och 2018 klassad som en småort medan den norra delen sedan 2015 utgjorde en del av tätorten Hammerdal, viket även gällde den södra från 2018. Väster om byn ligger ett berg som heter Edeberget, där det bland annat finns ett elljusspår och en skidbacke.